# Booty Wood
Mitchell W. Wood (Dayton (Ohio), 27 december 1919 – aldaar, 10 juni 1987) was een Amerikaanse jazztrombonist.

## Biografie
Wood begon zijn carrière als professioneel muzikant eind jaren 1930 bij Snooky Young. In 1938/1939 speelde hij bij Chick Carters Dixie Rhythm Boys, in 1940/1941 bij Jimmy Raschel en daarna bij Tiny Bradshaw en Lionel Hampton. Tijdens de Tweede Wereldoorlog speelde hij in een band van de United States Navy met Clark Terry, Willie Smith en Gerald Wilson. Na het einde van de oorlog keerde hij terug naar Hampton. Met diens orkest ontstonden in 1944 in New York eerste opnamen voor Decca Records. Vanaf 1947 werkte hij met Arnett Cobb, in 1948/1950 in het orkest van Erskine Hawkins. Verder nam hij op met Milt Buckner, Ernie Fields en Willis Jackson.
Vanaf begin jaren 1950 speelde hij in het Count Basie Orchestra, maar werkte daarna echter meerdere jaren buiten de muziekbusiness bij het postbedrijf. Vanaf mei 1959 speelde hij in het Duke Ellington Orchestra, waar hij de plaats innam van John Sanders en met Britt Woodman en Quentin Jackson de trombonesectie vormde. Hij werkte ook mee bij albums als The Nutcracker Suite, Peer Gynt Suites en Piano in the Background (1960). Als solist is hij o.a. te horen in C Jam Blues (op Blues in Orbit). Hij trad op met Ellington tijdens het Monterey Jazz Festival. Tijdens deze periode nam hij ook op met Ellington-muzikanten als Paul Gonsalves (Ellingtonia Moods and Blues), Johnny Hodges, Harry Carney en Jimmy Hamilton. Hij bleef tot eind 1960 in de band, maar keerde echter in 1963 kort terug in het Ellington-orkest en werkte daarna weer tijdens de vroege jaren 1970 tot aan Ellingtons dood in diens orkest resp. in de door Mercer Ellington verder geleide band.
In 1979 trad Wood als lid van de Basie-band op tijdens het Montreux Jazz Festival (On the Road) en was hij betrokken bij diens opnamen met Joe Turner/Eddie 'Cleanhead' Vinson (Kansas City Shout), Ella Fitzgerald (A Classy Pair, 1979), Sarah Vaughan (Send in the Clowns, 1981) en een tv-optreden met Frank Sinatra. Midden jaren 1980 verliet hij de Basie-band en trok hij zich terug uit de muziekbusiness.
Onder zijn eigen naam speelde hij in 1960 voor Master Jazz Recordings het album Hang in There in met een All-Stars-bezetting, waartoe Shorty Baker, Johnny Hodges, Paul Gonsalves, Ram Ramirez, Aaron Bell, Oliver Jackson, Vic Dickenson, Dicky Wells en Sir Charles Thompson behoorden. In 1978 ontstond in Parijs het album Chelsea Bridge (met Cat Anderson, Norris Turney, Harold Ashby, Raymond Fol, Aaron Bell en Sam Woodyard) bij Black & Blue Records. Op het gebied van de jazz was hij tussen 1951 en 1984 betrokken bij 138 opnamesessies, o.a. ook met Earl Hines (1968), Snooky Young (1971), Cootie Williams (1976), Cat Anderson (1978) en Cleveland Eaton (1980).
In latere jaren keerde hij in zijn geboortestad Dayton terug.

## Overlijden
Booty Wood overleed in juni 1987 op 68-jarige leeftijd. Hij werd bijgezet op het Woodland Cemetery and Arboretum in Dayton.
- Bibsys: 61807
- Biblioteca Nacional de España: XX1709939
- Bibliothèque nationale de France: cb13924673c (data)
- Gemeinsame Normdatei: 134585712
- International Standard Name Identifier: 0000 0000 5942 2129
- Library of Congress Control Number: no00087000
- MusicBrainz: 6c05e745-995a-4505-b7f4-12c382dce971
- Istituto Centrale per il Catalogo Unico: DDSV146121
- SNAC: w63s53s4
- Virtual International Authority File: 24789236
- WorldCat: E39PBJf8rMYbfqXhG3Jky64Dv3